# Cornale
Cornale (lombardul: Al Curnà) település Olaszországban, Lombardia régióban, Pavia megyében. Lakosainak száma 717 fő (2013. szeptember 30.). Cornale Bastida de’ Dossi, Casei Gerola, Isola Sant’Antonio és Mezzana Bigli községekkel határos.

## Népesség
A település lakossága az elmúlt években az alábbi módon változott:
| Lakosok száma | 734  | 723  | 717  |
|               | 2001 | 2011 | 2013 |